# TBA
TBA (англ. To Be Announced), TBC (англ. To Be Confirmed) та TBD (англ. To Be Decided/Determined) — означає «буде оголошено пізніше». Українською часто використовують схожу абревіатуру — ЩНВ (ще не вийшло/визначено).
Фразу вживають при написанні до:
- нових епізодів у серіалах, які ще не вийшли в ефір та про які невідомо ще нічого, та відомо, що інформація скоро з'явиться.
- програмного забезпечення в активній розробці.
- спортивних матчів, учасники яких ще не визначені за результатами попередніх змагань.
- щорічних подій, щодо яких ще не визначений точний час, місце або учасники.